# Хосе де Сан Мартин
Вижте пояснителната страница за други личности с името Сан Мартин.
 Тази статия е за южноамериканския политик.  За кубинския революционер вижте Хосе Марти.  
Хосе де Сан Мартин (на испански: José Francisco de San Martín y Matorras) е аржентински генерал и испански офицер, водач на въстания в южноамерикански държави за национална независимост от Испания, национален герой на Аржентина, Чили и Перу, първи президент на Перу.

## Биография
Хосе Мартин е роден на 25 февруари 1778 г. в Япею, дн. Аржентина, тогава испанското вицекралство Рио де ла Плата, включващо териториите на днешните държави Аржентина, Уругвай, Парагвай и Боливия. Баща му работи в държавната администрация.
Образован е в Испания, където започва военната си кариера. Като военен участва във войните с Португалия в Африка и с Франция в Испания.
През 1812 г. Хосе Мартин се включва активно във въстанието за независимост на Аржентина. След обявяването на независимост през 1816 г. е във войските, нахлули в Боливия през 1817 г. На следващата година неговата армия настъпва и завладява Сантяго де Чиле, а през 1821 г. завладява Лима – столицата на Перу.
На 28 юли 1821 г. Хосе Мартин обявява независимостта на Перу и става първият протектор (президент) на държавата. На 22 юли 1822 г. се среща със Симон Боливар в Еквадор, след което[ неясно? ] променя интереса си към политиката. На 22 септември същата година той се оттегля от поста си в полза на Боливар и от активна революционна и политическа дейност.
През 1824 г. Хосе де Сан Мартин напуска Южна Америка и емигрира в Европа с дъщеря си. Първоначално се установява в Англия, след това се премества в Брюксел. За да запази неутралитет по време на белгийското въстание, през 1830 г. се премества в Париж, където заболява от холера. През 1848 г., при избухването на френската революция, решава да се премести в Лондон, но в крайна сметка заживява в Северна Франция.
Умира в Булон-сюр-Мер на 17 август 1850 г. 30 години по-късно неговите тленни останки са преместени в Буенос Айрес.

## Памет
На генерал Сан Мартин е наречена улица в квартал „Гео Милев“ в София (Карта).